# Media Valley
Media Valley est une société de production de séries et de films d'animation créée en 2010 par Natalie Altmann, dirigeante et fondatrice. Elle a notamment produit les séries animées Les Triplés, Oum le dauphin blanc, Ernest et Rebecca ainsi que Le Petit Nicolas : Tous en vacances. Elle a assuré la production exécutive du film d'animation Astérix : Le Domaine des dieux.

## Filmographie

### Cinéma
- 2014 : Astérix : Le Domaine des dieux

### Télévision
- 2014 : Les Triplés, d'après la bande dessinée humoristique Les Triplés créée par Nicole Lambert
- 2015 : Oum le dauphin blanc
- 2019 : Ernest et Rebecca, d'après la série de bande dessinée Ernest et Rebecca
- 2022 : Le Petit Nicolas : Tous en vacances